# Salta (album)
Salta è il sesto album del duo italiano Los Locos, pubblicato nel 1998 dall'etichetta discografica Ricordi.

## Tracce
1. Salta – 3:42
2. Ai Ai Ai (TV Version) – 3:44
3. Casa Manana – 3:37
4. El Dueno del Swing – 3:50
5. El Coco – 4:06
6. Hasta Que Me Olvides – 5:07
7. Maria Isabel – 3:46
8. La Vuelta – 3:48
9. Ahi Maria – 3:50
10. Amor a la Mexicana – 3:48
11. Ai Ai Ai (Club Remix) – 5:02
12. Bate la Rumba – 3:45
13. Megamix – 7:22